# Canoagem nos Jogos Olímpicos de Verão de 2012 - C-1 1000 m masculino
A competição C-1 1000 m masculino de canoagem nos Jogos Olímpicos de Verão de 2012 realizou-se nos dias 6 de agosto (provas eliminatórias e semifinais) e 8 de agosto (finais).

## Calendário
Horário local (UTC+1)
| Dia         | Horário | Fase          |
| ----------- | ------- | ------------- |
| 6 de agosto | 09:54   | Eliminatórias |
| 6 de agosto | 11:14   | Semifinal     |
| 8 de agosto | 09:48   | Final         |

## Medalhistas
| Ouro   | GER Sebastian Brendel |
| Prata  | ESP David Cal         |
| Bronze | CAN Mark Oldershaw    |

## Resultados

### Eliminatórias
Regras de classificação: 1º ao 5º e o 6º melhor colocado → Semifinais, os restantes estão eliminados.

#### Eliminatória 1
| Pos. | Nome             | CON           | Tempo    | Notas |
| ---- | ---------------- | ------------- | -------- | ----- |
| 1    | Mathieu Goubel   | FRA França    | 3:58.122 | QS    |
| 2    | Attila Vajda     | HUN Hungria   | 3:59.853 | QS    |
| 3    | Ilia Shtokalov   | RUS Rússia    | 4:04.109 | QS    |
| 4    | Jake Donaghey    | AUS Austrália | 4:21.928 | QS    |
| 5    | Ndiatte Gueye    | SEN Senegal   | 4:33.884 | QS    |
| 6    | Rudolph Williams | SAM Samoa     | 4:54.211 |       |

#### Eliminatória 2
| Pos. | Nome               | CON          | Tempo    | Notas |
| ---- | ------------------ | ------------ | -------- | ----- |
| 1    | David Cal          | ESP Espanha  | 3:54.590 | QS    |
| 2    | Mark Oldershaw     | CAN Canadá   | 3:55.211 | QS    |
| 3    | Sebastian Brendel  | GER Alemanha | 3:56.469 | QS    |
| 4    | Everardo Cristóbal | MEX México   | 3:58.673 | QS    |
| 5    | Piotr Kuleta       | POL Polônia  | 4:04.889 | QS    |
| 6    | Fortunato Pacavira | ANG Angola   | 4:39.723 | QS    |

#### Eliminatória 3
| Pos. | Nome                 | CON              | Tempo    | Notas |
| ---- | -------------------- | ---------------- | -------- | ----- |
| 1    | Iosif Chirilă        | ROU Romênia      | 4:05.863 | QS    |
| 2    | Vadim Menkov         | UZB Uzbequistão  | 4:05.895 | QS    |
| 3    | Aliaksandr Zhukouski | BLR Bielorrússia | 4:06.190 | QS    |
| 4    | Alexandr Dyadchuk    | KAZ Cazaquistão  | 4:44.175 | QS    |
| 5    | Richard Jefferies    | GBR Grã-Bretanha | 4:48.511 | QS    |

### Semifinais
Os quatro mais rápidos de cada semifinal qualificam-se para a final 'A'. Os quatro mais lentos de cada semifinal qualificam-se para a final 'B'

#### Semifinal 1
| Pos. | Nome               | CON             | Tempo    | Notas |
| ---- | ------------------ | --------------- | -------- | ----- |
| 1    | Sebastian Brendel  | GER Alemanha    | 3:52.122 | QFA   |
| 2    | Attila Vajda       | HUN Hungria     | 3:52.365 | QFA   |
| 3    | David Cal          | ESP Espanha     | 3:52.767 | QFA   |
| 4    | Vadim Menkov       | UZB Uzbequistão | 3:53.257 | QFA   |
| 5    | Piotr Kuleta       | POL Polônia     | 3:53.802 | QFB   |
| 6    | Jake Donaghey      | AUS Austrália   | 4:26.202 | QFB   |
| 7    | Fortunato Pacavira | ANG Angola      | 4:43.027 | QFB   |
| 8    | Alexandr Dyadchuk  | KAZ Cazaquistão | 4:56.724 | QFB   |

#### Semifinal 2
| Pos. | Nome                 | CON              | Tempo    | Notas |
| ---- | -------------------- | ---------------- | -------- | ----- |
| 1    | Mathieu Goubel       | FRA França       | 3:51.811 | QFA   |
| 2    | Mark Oldershaw       | CAN Canadá       | 3:52.197 | QFA   |
| 3    | Ilia Shtokalov       | RUS Rússia       | 3:53.305 | QFA   |
| 4    | Aliaksandr Zhukouski | BLR Bielorrússia | 3:54.002 | QFA   |
| 5    | Everardo Cristóbal   | MEX México       | 3:54.590 | QFB   |
| 6    | Iosif Chirilă        | ROU Romênia      | 4:07.794 | QFB   |
| 7    | Ndiatte Gueye        | SEN Senegal      | 4:37.171 | QFB   |
| 8    | Richard Jefferies    | GBR Grã-Bretanha | 4:49.874 | QFB   |

### Finais

#### Final B
| Pos. | Nome               | CON              | Tempo    |
| ---- | ------------------ | ---------------- | -------- |
| 1    | Piotr Kuleta       | POL Polônia      | 3:54.414 |
| 2    | Everardo Cristóbal | MEX México       | 3:56.118 |
| 3    | Iosif Chirilă      | ROU Romênia      | 3:59.730 |
| 4    | Jake Donaghey      | AUS Austrália    | 4:22.005 |
| 5    | Ndiatte Gueye      | SEN Senegal      | 4:32.251 |
| 6    | Fortunato Pacavira | ANG Angola       | 4:35.017 |
| 7    | Richard Jefferies  | GBR Grã-Bretanha | 4:42.992 |
| 8    | Alexandr Dyadchuk  | KAZ Cazaquistão  | 4:55.737 |

#### Final A
| Pos.              | Nome                 | CON              | Tempo    |
| ----------------- | -------------------- | ---------------- | -------- |
| Medalha de ouro   | Sebastian Brendel    | GER Alemanha     | 3:47.176 |
| Medalha de prata  | David Cal            | ESP Espanha      | 3:48.053 |
| Medalha de bronze | Mark Oldershaw       | CAN Canadá       | 3:48.502 |
| 4                 | Vadim Menkov         | UZB Uzbequistão  | 3:49.255 |
| 5                 | Mathieu Goubel       | FRA França       | 3:50.758 |
| 6                 | Attila Vajda         | HUN Hungria      | 3:50.926 |
| 7                 | Aliaksandr Zhukouski | BLR Bielorrússia | 3:51.166 |
| 8                 | Ilia Shtokalov       | RUS Rússia       | 3:51.535 |